# Archipiélago de Upernavik
El Archipiélago de Upernavik es un vasto archipiélago de pequeñas islas del municipio de Qaasuitsup, al norte de la península de Nunavik, en el noroeste de Groenlandia. El archipiélago se extiende desde la costa noroeste de la península Nunavik (aproximadamente 71°50′N55°28′O) hasta el extremo sur de la bahía de Melville (aproximadamente 75°00′N57°35′O). Hay 10 localidades del archipelago (excluyendo abandonadas): Upernavik Kujalleq, Kangersuatsiaq, Upernavik, Aappilattoq, Tasiusaq, Innaarsuit, Naajaat, Nutaarmiut, Nuussuaq y Kullorsuaq. El pueblo más septentrional es Kullorsuaq, el más meridional de los cuales es Upernavik Kujalleq. El menos poblado es Nutaarmiut, y el que más habitantes pose es Upernavik.

## Economía
La principal actividad económica del archipiélago es la pesca, aunque las localidades más septentrionales dependen en gran medida de la caza de focas, morsas y ballenas para complementar la economía familiar.
Fuera de Upernavik, la economía de ingresos se encuentra entre las más bajas de todo Groenlandia. Cuatro de las localidades del archipiélago (Naajaat, Nuussuaq, Kullorsuaq y Upernavik Kujalleq) están en la lista de las 10 ciudades más pobres de Groenlandia.

## Transporte

### Aéreo
El Air Greenland opera vuelos como contrato con el gobierno como para casi todas las localidades del archipiélago (solamente no funcionan para Nutaarmiut y Naajaat). El único aeropuerto en el archipiélago es el aeropuerto de Upernavik, ubicado en Upernavik, sin embargo, hay varios helipuertos.
| Localidad          | Aeropuerto/helipuerto        | Destinos |
| ------------------ | ---------------------------- | --- |
| Aappilattoq        | Helipuerto de Aappilattoq    | Upernavik |
| Innaarsuit         | Helipuerto de Innaarsuit     | Tasiusaq e Upernavik |
| Kangersuatsiaq     | Helipuerto de Kangersuatsiaq | Upernavik e Upernavik Kujalleq                                                                                            |
| Kullorsuaq         | Helipuerto de Kullorsuaq     | Nuussuaq y Upernavik |
| Nuussuaq           | Helipuerto de Nuussuaq       | Kullorsuaq y Upernavik |
| Tasiusaq           | Helipuerto de Tasiusaq       | Innaarsuit y Upernavik |
| Upernavik          | Aeropuerto de Upernavik      | Aappilattoq, Ilulissat, Innaarsuit, Kangersuatsiaq, Kullorsuaq, Nuussuaq, Qaanaaq, Qaarsut, Tasiusaq e Upernavik Kujalleq |
| Upernavik Kujalleq | Upernavik Kujalleq Heliport  | Kangersuatsiaqy Upernavik                                                                                                 |

### Marítimo
Hasta 2006, Artic Umiaq Line había proporcionado servicios de ferry para Nuuk y Uummannaq, Ilulissat y Aasiaat (municipio de Qaasuitsup).

## Galería

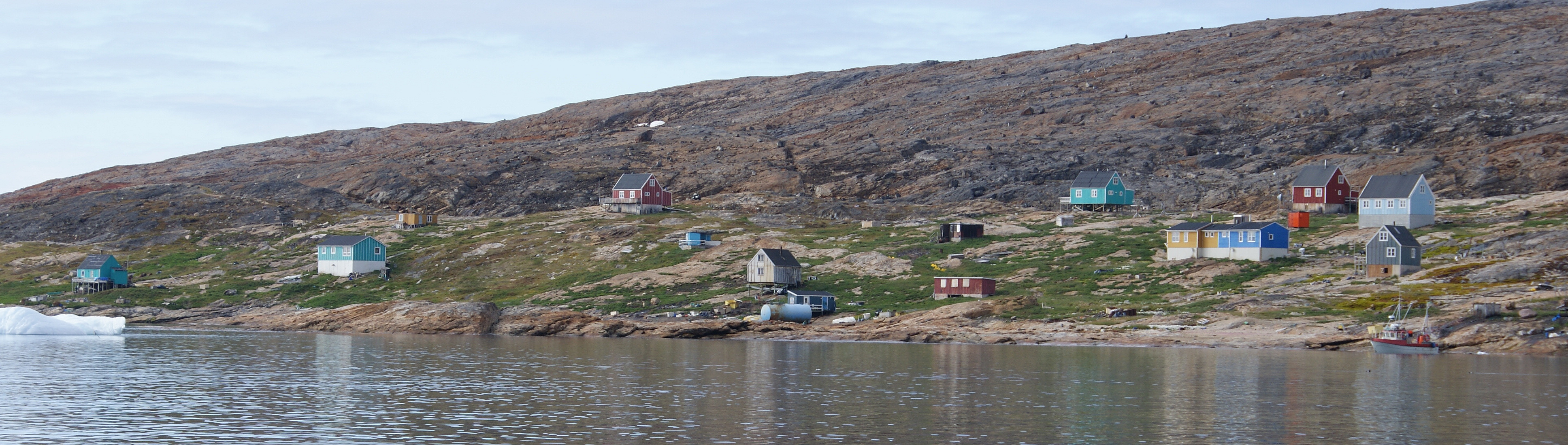
Nutaarmiut
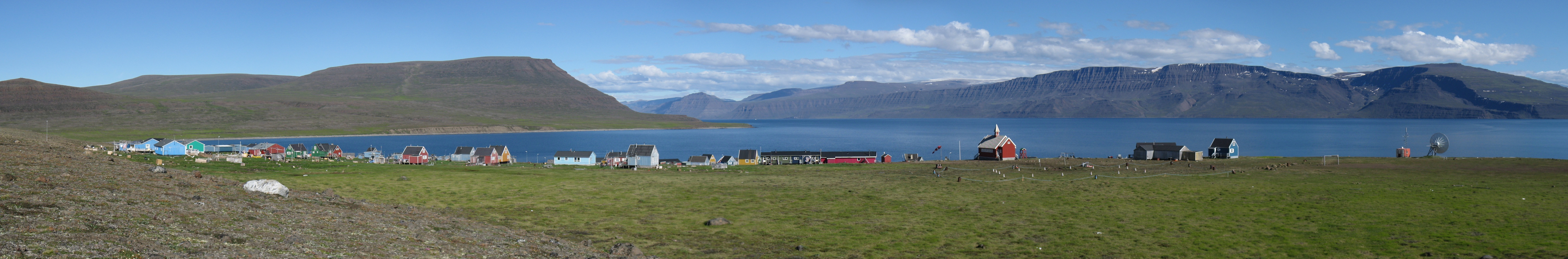
Upernavik Kujalleq